# سینمای قرقیزستان
سینمای قرقیزستان بخشی از سینمای آسیای غربی است. پیشینه قرقیزستان در صنعت سینما بسیار خرد است و تولید سرانه سالیانه فیلم بلند در این کشور ۱ اثر است. از سال ۱۹۹۸ تولید فیلم بومی به کمک شرکت‌های فیلمسازی فرانسوی و شرکت قرقیز فیلم در این کشور آغاز شد. از ۱۹۸۸ فیلم‌های قرقیزستانی در جشنواره بین‌المللی فیلم اوراسیا حضور داشته و برخی از این آثار به جوایزی نیز رسیدند. بشکمپر ساخته آکتان عبدیکالیکوف محصول ۱۹۸۸ اولین فیلم قرقیزستانی است که در جشنواره بین‌المللی فیلم اوراسیا شرکت کرد و برنده جایزه ویژه این جشنواره شد. این فیلم در جشنواره لوکارنو و در جشنواره بین‌المللی فیلم توکیو نیز حاضر بود؛ و اولین حضور جهانی سینمای این کشور را کلید زد. در سال ۲۰۰۱ فیلم شامپانزه دیگر ساخته آکتان عبدیکالیکوف در بخش نوعی نگاه پنجاه و چهارمین دوره جشنواره فیلم کن به نمایش درآمد.
جشنواره بین‌المللی فیلم اوراسیا برای سینمای قرقیزستان در سال ۲۰۰۵ و ۲۰۰۸ نیز پربار بود. در سال ۲۰۰۵ سراتان ساخته ارنست عبدوجاپاروف به جایزه ویژه هیئت داوران رسید؛ و در سال ۲۰۰۸ در پنجمین دوره این جشنواره، مسیر ناشناخته ساخته تیمور بیرنازاروفنیز برنده جایزه ویژه هیئت داوران شد.
از سال ۱۹۹۸ تا ۲۰۱۹ سینمای قرقیزستان ۱۲ فیلم به عنوان نماینده سینمای خود در بخش جایزه اسکار بهترین فیلم بین‌المللی به آکادمی اسکار معرفی کرده که تمامی این آثار در مرحله ابتدایی از گردونه رقابت حذف شدند.
بخش‌هایی از فیلم جی.آی. جو: ظهور کبرا محصول ۲۰۰۹ به کارگردانی استیون سامرز در جغرافیای قرقیزستان ساخته شده‌است.
در سال ۲۸ اکتبر ۲۰۱۴ شهر بیشکک شاهد برگزاری جشنواره فیلم جهان اسلام بود. این رویداد با مشارکت معاونت سینمایی وزارت فرهنگ، اطلاعات وگردشگری قرقیزستان، سازمان قرقیز فیلم و سفارتخانه‌های برخی از کشورهای مسلمان با نمایش فیلم‌هایی از جمهوری اسلامی ایران، قرقیزستان، ازبکستان، هند، عربستان سعودی، تاجیکستان و بوسنی و هرزگوین در چارچوب طرح بیشکک پایتخت فرهنگی جهان اسلام – ۲۰۱۴ در خانه فیلم بیشکک گشایش یافت.